# Man over woord
Man over woord was een televisieprogramma op de Vlaamse openbare zender Canvas. Het is een taalprogramma, gepresenteerd door Pieter Embrechts, gemaakt door productiehuis Het Televisiehuis. Er werden twee seizoenen van telkens zes afleveringen uitgezonden in respectievelijk 2011 en 2012.
Het bracht verschillende informatieve en luchtige rubrieken over de Nederlandse taal.
In 2013 bracht Canvas een gelijkaardige programma (met een gelijkaardige generiek en decor) rond boeken, Man over boek, gepresenteerd door Stijn Van de Voorde.